# うるま市消防本部
うるま市消防本部（うるまししょうぼうほんぶ）は、沖縄県うるま市の消防部局（消防本部）。管轄区域はうるま市全域。

## 概要
- 消防本部： うるま市字大田44-1
- 管内面積：86.08km2
- 職員数：130人
- 消防署3カ所、出張所1カ所

### 主力機械
2016年3月31日現在
- 水槽付消防ポンプ自動車：6
- 小型動力ポンプ付水槽車：4
- はしご付消防自動車（大型高所放水車）：1
- 救助工作車：1
- 水難救助車：1
- 化学消防自動車：2
- 泡原液搬送車：1
- 救急自動車：7
- 現場指揮車：1
- 査察広報車：2
- 資機材搬送車：4
- 水難救助用水上バイク：4
- 水難救助用ボート：2
- 搬送用トレーラー：6
- その他：12

## 沿革
- 2005年4月1日 具志川市・石川市・中頭郡与那城町及び勝連町が合併しうるま市が誕生したことに伴い、具志川市消防本部・石川市消防本部及び与勝事務組合消防本部を統合して発足する。

## 組織
- 本部 - 消防政策課、予防課、警防課
- 消防署

## 消防署
| 消防署       | 住所              | 出張所                       |
| ------------ | ----------------- | ---------------------------- |
| 具志川消防署 | 字大田44番地1     | なし                         |
| 石川消防署   | 石川2596番地      | なし                         |
| 与勝消防署   | 与那城饒辺231番地 | 平安座：与那城平安座2459番地 |